# Francesco Monti
Francesco Monti, detto il Brescianino delle Battaglie (Brescia, 1646 – Piacenza, 1703), è stato un pittore italiano.

## Biografia
Il bresciano Francesco Monti fu allievo di Pietro Ricchi, detto il Lucchese, e di Jacques Courtois, detto il Borgognone delle Battaglie.
Dipinse in varie città d'Italia, come Genova, Roma, Venezia, dove ebbe modo di vedere le opere di Johann Anton Eismann (1604–1698) e di Carlo Brisighella Eismann (1679–1719), Napoli, dove conobbe le opere di Salvator Rosa e in Germania, e infine si fermò a Parma, dove istituì una scuola. Fra i suoi allievi ricordiamo Giovanni Canti, Ilario Spolverini, Angiolo Everardi detto il Fiamminghino, Lorenzo Comendich.
Anche uno dei suoi figli, Giuseppe, ne seguì le orme come pittore di battaglie, tuttavia non raggiunse l'abilità del maestro, essendo inferiore nell'uso del colore.
Nel 1670 si trovava a Piacenza, come testimoniato dall'incisione del suo nome nella cupola della basilica di Santa Maria di Campagna.
Lavorò per la corte ducale di Parma e nel 1681 entrò stabilmente al servizio dei Farnese, restandovi fino al 1695.
I dipinti del Monti sono caratterizzati da ampi spazi «che si perdono fra il fumo e la polvere», dal groviglio di armati in primo piano con cavalieri disarcionati e cavalli che s'impennano nell'ultimo istante di vita. Oltre alle battaglie, eseguì dipinti a tema religioso e marine in cui si vede l'influsso di Pieter Mulier, detto Tempesta, con cui era in amicizia. 
Le sue opere non sono rare, ma spesso sono classificate come appartenenti alla scuola del Borgognone.